# Rechtsdwaling
De rechtsdwaling (Latijn: error iuris) is de dwaling omtrent het recht, het niet kennen van het recht of de wet. De vraag is of iemand kan ontsnappen aan de toepassing van de strafwet omdat hij deze strafwet niet kende.
Aanvankelijk werd de rechtsdwaling niet aanvaard als rechtsvaardigingsgrond, bij toepassing van de regel volgens welke iedereen geacht wordt de wet te kennen (nemo censetur ignorare legem). Sinds de Tweede Wereldoorlog neemt de Belgische rechtspraak de rechtsdwaling aan. De rechtsdwaling moet wel onoverwinnelijk zijn.
Rechtsdwaling zal in principe slechts zeer uitzonderlijk onoverwinnelijk zijn. Een persoon die maandenlang door zijn ontvoerders opgesloten zat zal rechtsdwaling kunnen inroepen wanneer hij kort na zijn bevrijding een wet overtreedt die tijdens zijn gevangenhouding van kracht is geworden. Toch wordt de leer van de rechtsdwaling met enige soepelheid toegepast.
Er zijn gevallen waarin een bepaalde wet niet meer wordt toegepast. Een voorbeeld daarvan was de oude abortuswetgeving die gedurende een zekere tijd niet meer werd toegepast door de parketten. Het gebeurde dan dat sommige mensen werden vervolgd wegens overtreding van deze abortuswetgeving. De rechtspraak aanvaardde dat de mensen die deze wetgeving te goeder trouw hadden overtreden hadden gehandeld onder invloed van onoverwinnelijke rechtsdwaling. Zij werden vrijgesproken.